# Station Vreren-Nerem
Station Vreren-Nerem was een spoorweghalte in België op spoorlijn 34 (Hasselt-Luik) voorheen spoorlijn 24 (Tongeren-Aken) in Nerem en ze lag vlak bij de parochiekerk van Nerem.
De stopplaats werd geopend in 1939 op spoorlijn 24 en bleef in dienst tot de stopzetting van het reizigersverkeer op die lijn tijdens de Tweede Wereldoorlog. In 1973 werd ze heropend als vervanging van het gesloten station Nerem dat op het lagergelegen parallelle baanvak van spoorlijn 34 gelegen was. Het baanvak tussen Tongeren en Glaaien werd op dat moment gesloten en via de in 1973 gebouwde boog van Glaaien vervangen door het hoger gelegen parallelle baanvak van spoorlijn 24. Spoorlijn 24 was tot 1973 de benaming voor de volledige lijn van Aken tot Tongeren; vanaf 1973 werd het baanvak tussen de vertakking aan de nieuwe boog van Glaaien en Tongeren een onderdeel van spoorlijn 34.
De stopplaats werd Vreren-Nerem gedoopt om onderscheid te maken met het station Nerem bij de oude chocoladefabriek op de oorspronkelijke spoorlijn 34. Zowel Vreren als Nerem zijn nu deelgemeenten van Tongeren.
De stopplaats werd in 1984 gesloten naar aanleiding van het IC-IR-plan van de NMBS.

## Aantal instappende reizigers
De grafiek en tabel geven het gemiddeld aantal instappende reizigers weer op een week-, zater- en zondag.
| Tabel: aantal instappende reizigers station Vreren-Nerem | Tabel: aantal instappende reizigers station Vreren-Nerem | Tabel: aantal instappende reizigers station Vreren-Nerem | Tabel: aantal instappende reizigers station Vreren-Nerem |
|                                                          | Weekdag                                                  | Zaterdag                                                 | Zondag                                                   |
| -------------------------------------------------------- | -------------------------------------------------------- | -------------------------------------------------------- | -------------------------------------------------------- |
| 1977                                                     | 27                                                       | 6                                                        | 6                                                        |
| 1978                                                     | 30                                                       | 6                                                        | 6                                                        |
| 1979                                                     | 42                                                       | 4                                                        | 5                                                        |
| 1980                                                     | 30                                                       | 3                                                        | 6                                                        |
| 1981                                                     | 35                                                       | 7                                                        | 5                                                        |
| 1982                                                     | 34                                                       | 10                                                       | 4                                                        |
| 1983                                                     | 26                                                       | 11                                                       | 2                                                        |

0,0: Tongeren ·
3,6: Vreren-Nerem ·
5,2: Glons-Haut ·
7,1: Boirs ·
9,3: Rukkelingen ·
11,3: Bitsingen ·
12,9: Wonck ·
18,2: Visé-Haut ·
21,0: Berneau ·
22,4: Weerst ·
26,6: Sint-Martens-Voeren ·
31,4: Remersdaal ·
Hindel-Bas ·
37,0: Montzen ·
Botzelaer ·
Aachen West (Templerbend)
0,0: Hasselt ·
3,7: Godsheide ·
7,2: Diepenbeek ·
15,0: Beverst ·
17,2: Bilzen ·
19,3: Hoeselt ·
22,1: Alt-Hoeselt ·
24,4: 's Herenelderen ·
27,7: Tongeren ·
31,5: Nerem ·
32,0: Vreren-Nerem ·
33,1: Glaaien ·
37,7: Villers-Juprelle ·
40,3: Liers ·
42,9: Milmort ·
43,9: Milmort-Charbonnage ·
45,4: La Préalle ·
46,2: Rue Charlemagne ·
48,0: Herstal ·
49,4: Jolivet ·
50,6: Luik-Vivegnis ·
51,6: Luik-Sint-Lambertus ·
53,0: Luik-Carré ·
54,8: Luik-Guillemins